# Schwachkopf-Affäre
Mit Schwachkopf-Affäre wird eine Affäre ab dem Jahr 2024 um den damaligen Bundesminister Robert Habeck und den Rentner Stefan Niehoff aus Burgpreppach in Unterfranken bezeichnet, über die in zahlreichen Medien berichtet wurde.

## Ablauf der Ereignisse
Der Rentner und frühere Feldwebel der Bundeswehr Stefan Niehoff teilte im Frühjahr 2024 auf seinem Benutzerkonto IchbinsFeinet bei X ein Meme eines anderen Benutzers, das den damaligen Bundeswirtschaftsminister Robert Habeck (Bündnis 90/Die Grünen) als „Schwachkopf“ darstellte und dabei „parodistisch Bezug auf die Haarkosmetik-Marke Schwarzkopf Professional“ nahm.
Die Meldestelle HessenGegenHetze, eine Abteilung im hessischen Innenministerium, griff den Vorgang auf und gab ihn an die „Zentrale Meldestelle für strafbare Inhalte im Internet“ des Bundeskriminalamtes weiter. Von dort wurde er über das Landeskriminalamt Bayern an die Kriminalinspektion Schweinfurt und die Staatsanwaltschaft Bamberg weitergeleitet.

### Hausdurchsuchung
Am 12. November 2024 gegen sechs Uhr morgens führten zwei Kriminalbeamte auf Anordnung des Bamberger Amtsgerichts bei Niehoff eine Hausdurchsuchung durch und beschlagnahmten sein Tablet. Grund war laut Staatsanwaltschaft der „Tatverdacht einer gegen Personen des politischen Lebens gerichteten Beleidigung“, nachdem Robert Habeck auf Anfrage der bayerischen Polizei hin Strafantrag gestellt hatte. Der Durchsuchungsbeschluss war mit „Volksverhetzung“ überschrieben, nannte als zugrundeliegende Rechtsnormen jedoch nur die Beleidigungsparagrafen § 185, den erst 2021 eingeführten und von einigen Kritikern „Majestätsbeleidigung“ genannten § 188 sowie § 194 StGB.
Zwei Tage nach dem ersten Medienbericht bestätigte die Staatsanwaltschaft, dass die Durchsuchung auf eine persönliche Anzeige von Habeck zurückgehe. Zusätzlich präsentierte sie nachträglich den „Anfangsverdacht einer Volksverhetzung“, da Niehoff im vorangegangenen Frühjahr eine Bilddatei hochgeladen habe, „auf der ein SS- oder SA-Mann mit dem Plakat und der Aufschrift ‚Deutsche kauft nicht bei Juden‘ sowie u.a. der Zusatztext ‚Wahre Demokraten! Hatten wir alles schon mal!’ zu sehen“ sei. Die Durchsuchung stehe im Kontext eines bundesweiten Aktionstages gegen „antisemitische Hasskriminalität im Netz“. Aus Habecks Umfeld hieß es, dessen Büro sei von der Polizei auf den Post hingewiesen und gefragt worden, ob er Strafantrag stellen wolle. Eine Hausdurchsuchung sei jedoch die Entscheidung der Strafverfolgungsbehörden und Gerichte, Habeck sei daran nicht beteiligt gewesen.

### Prozess
Das Amtsgericht Haßfurt erließ gegen Niehoff zunächst einen Strafbefehl mit neunzig Tagessätzen wegen Verwendens von Kennzeichen verfassungswidriger und terroristischer Organisationen und Volksverhetzung. Die Ermittlungen zum Schwachkopf-Post, der alleiniger Grund für die Hausdurchsuchung gewesen war, hatte die Staatsanwaltschaft bereits vorläufig eingestellt, da die zu erwartende Strafe „nicht beträchtlich ins Gewicht“ falle.
Niehoff erhob Einspruch gegen den Strafbefehl. Zu Beginn der Verhandlung wurde auch der Vorwurf der Volksverhetzung fallengelassen. Aufgrund der Weiterleitung von vier Posts auf X verurteilte das Amtsgericht Niehoff wegen Verwendung von Kennzeichen terroristischer oder verfassungsfeindlicher Organisationen zu 55 Tagessätzen à 15 Euro. Der Vorsitzende Richter erklärte, die Darstellungen seien nicht „auf Anhieb“ als kritische Auseinandersetzung mit dem Nationalsozialismus erkennbar und daher keine zulässigen Ausnahmen.
Niehoff selbst äußerte sich in der Verhandlung nicht. Ein Befangenheitsantrag der Verteidigung gegen den Vorsitzenden, nachdem dieser strenge Restriktionen für Bilder und Interviews erlassen hatte, wurde abgelehnt. Das Urteil ist noch nicht rechtskräftig, Niehoffs Anwalt Marcus Pretzell erklärte, eine Berufung zu erwägen.

## Resonanz in Politik und Medien
Auf Anfrage der Welt im November 2024 betonte der rechtspolitische Sprecher der Unionsfraktion im Bundestag Günter Krings (CDU), wie wichtig die „Bekämpfung von Hass und Hetze“ sei, aber auch: „Einem Sonderstrafrecht für Politiker stehen wir aber dennoch zurückhaltend gegenüber. Denn grundsätzlich haben alle Bürgerinnen und Bürger den gleichen Anspruch auf strafrechtlichen Schutz.“ Katrin Helling-Plahr (FDP) erklärte, das gesamte Strafgesetzbuch müsse regelmäßig auf Basis wissenschaftlicher Evidenz überprüft werden. Maßnahmen wie Hausdurchsuchungen müssten besonders im Spannungsfeld zwischen Rechtsgüterschutz und Meinungsäußerungsfreiheit „verhältnismäßig umgesetzt“ werden. Stephan Brandner (AfD) forderte, den § 188 StGB in seiner jetzigen Form abzuschaffen, denn ein „Sonderrecht für Politiker, ähnlich einer Majestätsbeleidigung, ist in Deutschland absolut unnötig und unpassend“. Die Fraktionen von SPD und Bündnis 90/Die Grünen beantworteten die Anfrage nicht.
Als der Bundesvorsitzende von Bündnis 90/Die Grünen Felix Banaszak im Januar 2025 in der Fernsehsendung Markus Lanz behauptete, Niehoff habe „nicht deshalb eine Hausdurchsuchung bekommen, weil er Robert Habeck als Schwachkopf bezeichnet hat, sondern weil gegen den viele andere Verdachtsfälle auf Volksverhetzung und so weiter parallel vorlagen“, erstattete Niehoffs Anwalt Strafanzeige wegen Verleumdung.
Andreas Rosenfelder, Ressortleiter Meinungsfreiheit bei der Welt, sah in dem Urteil eine „Zäsur der deutschen Rechtsgeschichte – und vielleicht sogar einen Wendepunkt in der Geschichte der Meinungsfreiheit“. Es zeige, für wie unmündig die Justiz den Bürger inzwischen halte, ironische Kontexte von der ernsthaften Verwendung verbotener Symbole durch Neonazis zu unterscheiden, und reduziere den Raum der freien Meinungsäußerung auf ein Minimum.
Max Kolter analysierte den Fall und das Vorgehen der Justiz in der Legal Tribune Online. Er stellte die Verhältnismäßigkeit der Hausdurchsuchung wegen mutmaßlicher Beleidigung infrage und kritisierte, Niehoff habe mit den inkriminierten Äußerungen einen Boykott-Aufruf im Internet kommentieren und „damit eher vor NS-Zuständen warnen als diese billigen“ wollen, was historisch fragwürdig, aber keine antisemitische Hetze wäre.
Athena Möller schrieb in einem Gastbeitrag für Netzpolitik.org, problematisch sei an diesem Fall nicht der Strafantrag Habecks, sondern „dass die Strafverfolgung unverhältnismäßig war, da sie zu stark in Grundrechte eingegriffen hat, und dass gleichzeitig die Strafverfolgung anderer Internetdelikte, wie zum Beispiel Mobbing, sexuelle Belästigung oder Morddrohungen, viel zu kurz kommt.“ Polizei und Justiz schienen in der Strafverfolgung falsche Prioritäten zu setzen.

## Künstlerische Verarbeitung
Die Schwachkopf-Affäre wurde 2025 in einem gleichnamigen Film des Regisseurs Alexander Tuschinski thematisiert, der im gleichen Jahr beim Independent Filmmakers Showcase Film Festival in Los Angeles unter seinem englischen Titel Tale of a Meme aufgeführt und im Internet veröffentlicht wurde. Andreas Maier attestiert dem Film „Feingefühl“ und stellt fest, dass darin keiner der beteiligten Akteure angeklagt werde.